# Свидетели «Архипелага ГУЛАГ»
«Свиде́тели Архипела́га» — так в последнем подготовленном при жизни автора издании «Архипелага ГУЛАГ» Александр Солженицын озаглавил список из 257 имён тех, «чьи рассказы, письма, мемуары и поправки использованы при создании этой книги»:10.
В первом издании книги, появившемся в Париже в издательстве ИМКА-Пресс в декабре 1973 года, автор писал: «Эту книгу непосильно было бы создать одному человеку. Кроме всего, что я вынес с Архипелага, — шкурой своей, памятью, ухом, глазом, материал для этой книги дали мне в рассказах, воспоминаниях и письмах — [перечень 227 имён]». Со временем список этот видоизменился и вырос до 257 фамилий.
Солженицын подчеркнул в предисловии, что редактором «Архипелага ГУЛАГ» должен был быть Дмитрий Витковский. Александр Храбровицкий утверждал, что первоначально предполагалось три редактора: Витковский, он сам, Храбровицкий, и ещё кто-то третий.
Солженицын указывал, что у «Архипелага ГУЛАГ», кроме сведений, полученных от 227 (позднее 257) свидетелей, были и открытые источники — это «Колымские рассказы» Варлама Шаламова, воспоминания Витковского, Евгении Гинзбург и Ольги Адамовой-Слиозберг. Только первые двое включены в число свидетелей.
В конце данного списка Солженицын указывал: «Материал для этой книги также представили тридцать шесть советских писателей во главе с Максимом Горьким — авторы позорной книги о Беломорканале, впервые в русской литературе восславившей рабский труд».
В конце некоторых неполных сведений о персоналиях стоят цифры, в которых римская цифра означает том, а арабская — страницы по изданию "Архипелаг ГУЛАГ", Москва: АСТ-Астрель, 2010. Со временем планируется информацию, содержащуюся на этих страницах, перенести в сокращенном виде в статью.

## Список
1. Александрова Мария Борисовна
2. Алексеев Иван А., заключённый Устьвымлага в первой половине 1960-х годов. Корреспондент Солженицына, письмо не опубликовано. В «Архипелаге ГУЛАГ» приведено детальное описание попытки Алексеева выступить на общелагерном собрании с осуждением сталинизма. В результате за «нездоровые антисоветские настроения» Иван Алексеев получил 3 года тюремного режима[6]:462—464. «„Ваша позиция — арьергард!“ — огорошил меня Ваня Алексеев» — пишет А. И. С. и заключает «за десять лет я потерял живое чувство Архипелага»[6]:440.
3. Алексеев Иван Николаевич
4. Аничкова Наталья Мильевна (1896—1975) — филолог, заключённая Унжлага (Сухобезводное) в 1949—1955 годах. II 210, 514.
5. Бабич Александр Павлович (1899, Новороссийск — 1950, умер в заключении) — жил в Ленинграде, почётный полярник, начальник полярной станции Домашний остров ГУСМП. 7 января 1942 года по обвинению по статье 58-1"а" Уголовного кодекса (УК) РСФСР приговорён к расстрелу. 6 марта 1942 года приговор заменён десятью годами (Джидинский лагерь)[7] I 143, 408; II 172—173, 237, 305—307, 523, 530
6. Бакст Михаил Абрамович (1933 г. р.) — школьник средней школы № 10 в Ленинск-Кузнецке, 29 сентября 1951 года Кемеровским областным судом по статьям 58-10 ч. 2, 58-11 осуждён на 10 лет исправительно-трудовых лагерей (ИТЛ), 2 октября 1954 года приговор изменён, исключена статья 58-11, срок снижен до 5 лет[8]. I 147, II 254, III 415.
7. Баранов Александр Иванович — заключённый Ныроблага в 1944 году II 321.
8. Баранович Марина Казимировна (1901—1975) — в «Архипелаге ГУЛАГ» приведены сведения, сообщённые Мариной Баранович, о тесноте в Бутырской тюрьме в 1918 году, тогда даже в прачечной была устроена тюремная камера на 70 человек[2]:124. Впоследствии переводчик, помощница и машинистка Бориса Пастернака[9]. Знакомство Баранович со Солженицыным относится к 1965 году. Дмитрий Панин дал Баранович без ведома автора «В круге первом», Солженицын захотел познакомиться. Дочь Марины Баранович, Анастасия Баранович-Поливанова предложила писателю помощь в хранении неподцензурных рукописей. Весной 1965 года он передал ей «В круге первом» и 15 экземпляров двух своих поэм. 18 сентября 1965 года сотрудники КГБ задержали Баранович, провели у неё обыск, изъяли машинку и допрашивали до позднего вечера, после чего следователь ещё много раз приходил для допросов к Баранович домой. В квартире дочери, Анастасии Баранович-Поливановой, обыска не было. Экземпляр рукописи «В круге первом» уцелел. По мнению Баранович-Поливановой, «единственное, что их интересовало, — не печатала ли мама „Архипелаг“»[10]. Зять Марины Баранович Михаил Поливанов перечислен Солженицыным среди его тайных помощников, он один из соавторов сборника «Из-под глыб»[11].
9. Безродный Вячеслав заключённый в Ольчане (Якутия; вероятно, Индигирлаг), в «Архипелаге ГУЛАГ» описана его попытка побега на двух связанных брёвнах по Индигирке[12]:322.
10. Белинков Аркадий Викторович (1921—1970) — студент-дипломник Литературного института, заключённый в Москве и Карлаге в 1944—1956 годах, литературовед, с 1968 года в эмиграции. II 147, 253, 393.
11. Бернштам Михаил Семёнович (1940 г. р.) — демограф и экономист, с 1976 года в эмиграции, сотрудник Гуверовского института.
12. Бернштейн Анс Фрицевич (1909—?) — заключённый на Горьковской пересыльной тюрьме, затем в Буреполомлаге. I 27, 487, 522; II 172, 209, 311; III 410.
13. Борисов Авенир Петрович (16 ноября 1912[13], д. Дор-Паговец, Вохомского района Костромской области[14] — 1998[15]) — с 13 лет в комсомоле[12]:260, учитель, арестован 4 июня 1937 года, 27 января 1938 года осуждён, заключённый на Воркуте, дело прекращено 26 января 1946 года[13], вернулся в родной посёлок в 1946 году, друзья, все вчерашние бесстрашные фронтовики, избегали его. Директор детдома. Дети обижались, когда местные жители звали их директора «тюремщиком»[6]:400—401. Автор воспоминаний «Воспоминания, проза, стихи, письма», Вологда, 2020[15].
14. Братчиков Андрей Семёнович II 425
15. Бреславская Анна (1923 г. р.) — заключённая на Калужской заставе в Москве в 1946 году. II 404
16. Бродовский М. И. — баптист, приговорённый к высылке в 1966 году. III 332, 488.
17. Бугаенко Наталья Ивановна — учительница, заключённая в Ростове-на-Дону в 1933 году I 68
18. Бурковский Борис Васильевич (1912—1985) — участник войны, капитан 2-го ранга, заключённый в Бутырской тюрьме и в Экибастузе, начальник филиала Военно-морского музея на крейсере «Аврора» I 25; III 49, 69, 448
19. Бурнацев Михаил — военнопленный, бежал из немецкого лагеря, заключённый[a] I 223
20. Бутаков Авлим
21. Быков М. М. — корреспондент Солженицына. II 33
22. Вайшнорас Юозас Томович (1911—1971) — профессор из Вильнюса, заключённый (Бутырская тюрьма, Боровичи, СевУраллаг, Степлаг; 1945—1955 годах.
23. Васильев Владимир Александрович (1880-?) — инженер путей сообщения, гидротехник, профессор МВТУ, заключённый и ссыльный III 365—367, 369
24. Васильев Максим Васильевич
25. Ватрацков Л. В.[b]
26. Вельяминов С. В.
27. Вендельштейн Юрий Германович (умер в начале 1960-х) — учёный-химик, с 1916 года работал в Центральной научно-исследовательской лаборатории Акционерного общества «Русскокраска» под руководством Николая Ворожцова (старшего)[18], заключённый с 1930-х, в конце 1940-х — начале 1950-х ссыльный учитель средней школы в селе Большой Улуй в Красноярском крае[19]. III 407.
28. Венедиктова Галина Дмитриевна (род. 1927 в Москве) — дочь расстрелянного в 1937 году рабочего Д. Н. Венедиктова, с 1938 года в детдоме, фельдшер детской инфекционной клиники в Омске. Арестована 18 сентября 1951 года. 28 ноября 1951 года Омским областным судом по обвинению по ст. 58-10 ч. 1 УК РСФСР приговорена к 10 годам ИТЛ с последующим поражением в правах на 3 года. 18 июня 1954 года мера наказания снижена до пяти лет по амнистии. Реабилитирована 11 июня 1960 года Президиумом Верховного Суда РСФСР[20]. II 197, 373, 495, III 312, 412.
29. Вербовский С. Б. — бывший заключённый III 404
30. Вестеровская Анастасия — бывшая заключённая III 408
31. Виноградов Борис Михайлович (1906—1955, умер в заключении) — инженер-путеец, заключённый с 1941 года II 260, 261
32. Винокуров Н. М.
33. Витковский Дмитрий Петрович (1901—1966) — инженер-химик, ссыльный и заключённый с 1926 года (Енисейск, Соловки, Белбалтлаг, Тулома, Владимирская тюрьма), автор мемуаров «Полжизни». I 101, 121, II 66, 79, 120, 252, III 310.
34. Власов Василий Григорьевич (1902—1986) — заведующий Кадыйским райпо, заключённый, приговорён к расстрелу с заменой на 20 лет в 1937—1955 годах. I 30, 148, 385—388, 390—394, 411—416, 497 II 128—130, 211, 220, 437, 504, 514, фото № 29, III 108, 202, 447.
35. Войченко Михаил Афанасьевич — бывший заключённый, I 508.
36. Волков Олег Васильевич (1900—1996) — писатель, переводчик, заключённый и ссыльный неоднократно (1928—1955), автор мемуаров «Погружение во тьму». II 36, 175.
37. Гарасёва Анна Михайловна (1902—1994) — медсестра, геолог, заключённая и ссыльная (1925—1930), автор мемуаров «Я жила в самой бесчеловечной стране…». I 421
38. Гарасёва Татьяна Михайловна (1901—?) — медсестра, библиотекарь, заключённая и ссыльная (1925—1929, 1936—1947, 1948—1954). II 280.
39. Гер Р. М. — заключённая[c]
40. Герценберг Перец Моисеевич (1919—1989) — заключённый (спецобъект Марфино), с 1974 года в эмиграции. II 241, 288.
41. Гершуни Владимир Львович (1930—1994) — племянник Григория Гершуни, детдомовец, студент, заключённый (1949—1955, 1969—1974, 1982—1987), правозащитник
42. Гинзбург Вениамин Лазаревич — заключённый, в «Архипелаге ГУЛАГ» цитируется письмо Гинзбурга «А буква у меня в лагере была Ы.<…> А паспорт мне выдали серии ЗК!»[6]:413
43. Глебов Алексей Глебович
44. Говорко Николай Каллистратович (1907—1987) — геолог, заключённый (Вятлаг, Воркутлаг; 1941—1949) II 168-9, 261
45. Голицын Всеволод Петрович — сын уездного врача[12]:271, инженер-дорожник, заключённый, приговорён к смертной казни, 140 дней провёл в камере смертников[2]:408, после чего расстрел заменён на 15-летний срок и пожизненную ссылку. В письме к Солженицыну тем не менее назвал себя «беспартийным большевиком»[12]:272.
46. Гольдовская Виктория Юльевна (1912—1974) — инженер, редактор Колымского радиокомитета, заключённая (1949—1954), поэт III 444
47. Голядкин Андрей Дмитриевич — художник, заключённый с 1941 года[24], знакомство с Солженицыным состоялось через Николая Зубова, от которого Андрей Голядкин привозил из Крыма письма. Голядкин был шафером на венчании Александра Солженицына и Наталии Светловой[25]:126. В «Архипелаге ГУЛАГ» приведён лагерный рисунок Андрея Голядкина — «Культбригада», состоящая из приезжих «крепостных» артистов[12]:397.
48. Голядкина Елена Михайловна
49. Горшунов Владимир Сергеевич (1902, Пермь — ?) — заключённый, в июле 1943 года призван Нижне-Салдинским районным военкоматом (Свердловская область), воевал на 1-м Прибалтийском фронте. 27 ноября 1944 года арестован и осуждён по статье 58-10 ч. 2 на 8 лет заключения и 3 года поражения в правах[26]. Лагерный автор в 1940-е годы. II 106, 394.
50. Григорьев Григорий Иванович (1906-?) — почвовед, заключённый и ссыльный неоднократно (1937—1939, 1942, в 1945 году осуждён на 10 лет), в войну дважды в немецком плену. II 339, 507,508
51. Григорьева Анна Григорьевна
52. Гродзенский Яков Давыдович (1906—1971) — товарищ Варлама Шаламова, оставившего о Грозденском воспоминания[27][28]. Заключённый (Воркута, 1935—1950), житель Рязани. Опубликована переписка с Шаламовым 1960-х — начала 1970-х годов[29]. Его сын Сергей Гродзенский был учеником Солженицына в рязанской школе[30]. II 509
53. Деева А. — учительница, упоминается в Архипелаге ГУЛАГ в связи с тем, что была уволена «за моральное разложение», так как «она уронила престиж учителя», выйдя замуж за ... освободившегося заключённого, которому преподавала в лагере[6]:404.
54. Джигурда Анна Яковлевна
55. Диклер Франк — иммигрант из Бразилии, з/к — в 1937 году под воздействием советской пропаганды на греческом судне радистом приплыл в Ленинград, сбежал на берег. Был репрессирован. II:314-315; III:410
56. Добряк Иван Дмитриевич — з/к Сталинградская область 1938. I:264; II:161; III:410
57. Долган Александр Майкл (1926—1986) — сын американского инженера, с 1940 в правовой школе при посольстве США в Москве, з/к (1943-56), в 1971 вернулся в США. I:26, 125, 126, 171, 172, 528.
58. Дояренко Евгения Алексеевна (1902—1966) — дочь А. Г. Дояренко, геоботаник, з/к в Лубянской тюрьме в 1921 г. I:30, 47, 60, 100; III:409
59. Елистратова Любовь Семёновна
60. Ермолов Юрий Константинович (1929 г. р.) — школьник, жил на ст. Егоршино Свердловской обл., учился в школе 56 в г. Молотов. Арестован 18 февраля 1943 г., по приговору от 1 апреля 1944 г. направлен в трудовую воспитательную колонию[31] II 363-365, 372
61. Есенин-Вольпин Александр Сергеевич (1924—2016) — сын С. А. Есенина, математик, з/к и ссыльный (1949—1953), правозащитник, с 1972 в эмиграции.
62. Ефимова-Овсиенко
63. Жебеленко Николай Петрович
64. Жуков Виктор Иванович — бывший з/к, житель Коврова II:528; III:403
65. Заболовский Ефим Яковлевич (1898-1972) — зам. начальника Управления милиции Северо-Осетинской АССР, в 1939 осуждён на 5 лет, освобождён 4 октября 1944 г, призван в РККА[32], I:79
66. Задорный Владилен (1933—1968) — сын репрессированного, солдат внутренних войск (охранник в Ныроблаге, 1951-53), поэт II:454-455; III:201-203
67. Зарин В. М. — з/к II:271
68. Зведре Ольга Юрьевна (1898—1975) — сотрудник латышской секции Коминтерна, з/к и ссыльная (Колыма, 1937—1953)
69. Зданюкевич Александр Климентьевич (1884-?) — инженер, преподаватель МВТУ, ссыльный (Кок-Терек, 1953) III:376
70. Зобунков
71. Зубов Николай Иванович (1895—1983) — врач, з/к и ссыльный (1942—1956). II:150, 181, 191
72. Зубова Елена Александровна (1903—1983) — библиограф, медсестра, жена Н. И. Зубова, з/к и ссыльная (1942-56) II:150
73. Ивакин Василий Алексеевич — з/к (Краслаг, Решёты; 1960-е) III:461, 466
74. Иванов Вячеслав Всеволодович (1929—2017) — филолог, сын Вс. Вяч. Иванова
75. Ивашёв-Мусатов Сергей Михайлович[d] (1900—1992)— художник, з/к (спецобъект Марфино, Степлаг; 1947-56) II:509
76. Инчик Вера — з/к (Ейск, 1937) II:372
77. Кавешан В. Я. — калужанин, сын з/к II:518
78. Каган Виктор Кусиэлевич (1920—2019) — студент, рядовой ополчения в 1941, инженер, 11 февраля 1945 арестован,  приговор  10 лет ИТЛ по ст. 58-10 ч. 2, отбывал в лагере в Талагах, в 1946 переведён в Особое конструкторское бюро (ОКБ)-172 («Кресты»); в конце 1951 переведён в тюрьму, в июле 1952 второй срок 10 лет по ст. 58-10, отправлен в Красноярск, в 1953 отправлен в Металлострой (специальное техническое бюро (СТБ) Ленинградского филиала института Гипрониислюда МВД СССР, освобождён 13 августа 1955, с 1975 в эмиграции[34]. I:533
79. Кадацкая Мария Венедиктовна — жена з/к III:414
80. Каденко — матрос, в 1941 интернирован шведскими властями, з/к I:89
81. Калганов Александр — бывший чекист (Ташкент, 1930-е) I-79
82. Калинина М. И. — бывшая з/к, корреспондент А. Солженицына II:393; III:410
83. Каллистов Дмитрий Павлович (1904—1973) — историк античности, одноделец Д. С. Лихачёва (Шпалерная, Соловки, Белбалтлаг, Дмитлаг; 1928-34)  II:45
84. Каминов Игорь — бывший з/к III:405
85. Каминский Юрий Фёдорович
86. Карбе Юрий Васильевич — (1913—1968) — инженер, з/к (Карлаг, Экибастуз), знакомый Солженицына по Экибастузу, бывал у него в Рязани[35]:441. В «Архипелаге ГУЛАГ» упомянуто, что инженер Карбе на Карабасской пересылке был зарегистрирован в 433 тысяче в 1942 году[2]:483.
87. Карпунич (Карпунич-Бравен) Иван Семёнович (1901-?) — белорус, в Гражданскую войну — комбриг, командир 40-й стрелковой дивизии, командир 12-го стрелкового корпуса[36], партизан, главный бухгалтер спиртзавода в г. Нальчик, жил на станции Баланда Приволжской железной дороге. 23 июня 1936 г. арестован Баландинским РО УНКВД. 3 ноября 1936 г. приговорён Особым совещанием при НКВД СССР по обвинению в антисоветской деятельности к заключению на 5 лет[37]. Отбывал на Колыме. Реабилитирован 29 октября 1956 г. Саратовским областным судом. I:27, 116, 117, 125; II: 98, 99, 103; III:402, 413
88. Картель Илья Алексеевич (1911—1990) — журналист, з/к (1937-43), педагог, соавтор сб. мемуаров «Пока дышу — надеюсь» (Кемерово, 1991) III:40
89. Касьянов Александр
90. Каупуж Анна Владиславовна Anna Kaupuža (1924—1994) — филолог-полонист из Вильнюса
91. Кекушев Николай Львович (1898—1978) — полярник, з/к (1931, 1948-55), автор мемуаров «Звериада»
92. Киула Константин — з/к, автор тюремных стихов (Бутырки, 1945) I:534
93. Княгинин Вячеслав Ильич
94. Ковач, Роза в советских документах Розалия Николаевна Ковач (1925 года рождения) — дочь американского коммуниста, венгра по происхождению, детдомовка, политзаключенная, свидетель «Архипелага ГУЛАГа». Родилась в 1925 г. в США в окрестностях Филадельфии[12]:374. Отец по происхождению венгр[21]. Малолетней была привезена отцом коммунистом[21] в СССР. Ковачи вместе с ещё 39 американскими семьями, приехали создавать коммуну под Каховкой[12]:261. В 1937[21] году отец был арестован. 12-летнюю Розу поместили в детский приемник НКВД[12]:374, затем в детский дом[21]. Школу не окончила, образование неполное среднее[38]. Во время войны на фронте. После войны оказалась в американской оккупационной зоне. Вернулась в СССР[12]:374. Вернувшись, жила в Караганде. 2 ноября 1949 г. арестована УМГБ по Карагандинской области. Только через 5 с половиной лет, 9 февраля 1955[e] года, приговорена Военным Трибуналом войск МВД Казахстана к 25 годам ИТЛ. 26 мая 1964 года Верховным Судом Казахской ССР реабилитирована с формулировкой «за отсутствием состава преступления»[38]. Известно, что отец Розы, Николай Ковач, также выжил и после реабилитации отказался получать партбилет[12]:261. Сведений о дальнейшей судьбе Розы Ковач нет. А. И. Солженицын в «Архипелаге ГУЛАГ» дважды ссылается на сведения, полученные от Розы Ковач. В главе «Малолетки» второго тома «Архипелага ГУЛАГ» он привёл рассказ о её судьбе[f].
95. Козак Ольга Петровна — жена геолога, ссыльная II:438
96. Козаков Виктор Сергеевич
97. Козырев Николай Александрович (1908—1983) — астроном, профессор, з/к (Дмитровск, Норильлаг; 1936-45) I 436, 437, 439
98. Колокольнев Иван Кузьмич
99. Колпаков Алексей Павлович — корреспондент А. Солженицына I:98
100. Колпаков С.
101. Комогор Леонид Александрович (1922—?) — сын репрессированного, боец-окруженец 2-й Ударной армии,  58-10 ч. 2, 193-12 п. "в", 10 лет ИТЛ[40], з/к и ссыльный (1942—1956), с 1972 в эмиграции II:103; III:403
102. Кононенко Марк Иванович — з/к на Колыме II:101
103. Кончиц Андрей Андреевич (1918—2002) — сержант-вычислитель в батарее А. Солженицына.
104. Копелев Лев Зиновьевич (1912—1997)— филолог, писатель, з/к (1929, 1945-54), автор мемуаров  «Утоли моя печали»  II: 520; III: 395, 407, 410
105. Корнеев Иван Алексеевич (1902—?) — библиограф, з/к и ссыльный (Лубянка, Владимирская тюрьма, Казахстан; 1946-56) I:149, 435, 436, 458
106. Корнеева Вера Алексеевна (1906—1999) — сестра И. А. Корнеева, з/к и ссыльная (Карлаг, Казахстан; 1946-54), прихожанка катакомбной церкви, позднее духовная дочь о. Александра Меня[41] I: 110, 162, 163, 259, 447, 473; III: 406
107. Кравченко Наталья Ивановна
108. Кузнецова К. И.
109. Ладыженская Ольга Александровна (1922—2004) — математик, академик РАН
110. Лазутина Раиса Александровна — бывшая з/к
111. Ларина Анна Михайловна (1914—1996) — дочь Ю. Ларина, жена Н. И. Бухарина, автор мемуаров «Незабываемое»
112. Левин Меер Овсеевич
113. Левитская Надежда Григорьевна (1925—2020) — дочь Г. А. Левитского, студентка Латвийского университета, з/к (Унжлаг, 1951-55), автор (и соавтор) книг по библиографии А. Солженицына I:27
114. Лесовик Светлана Александровна — бывшая з/к
115. Лиленков И.
116. Липай И. Ф. — крестьянин, з/к II: 209, 241, 335, 440
117. Липшиц Самуил Адольфович (1904-?) — инженер-электрик, з/к 1943 (Красноярская пересылка, Экибастуз) — III:339
118. Лихачёв Дмитрий Сергеевич (1906—1999) — литературовед, з/к (Шпалерная, Соловки, БелБалтлаг; 1928—1932), академик РАН, автор книги «Воспоминания» I:62; II:36, 212, 409
119. Лобанов
120. Лощилин Степан Васильевич (1908-?) — рабочий, з/к с 1937 (Волголаг, Ульяновская тюрьма, колония; 1937—1941, 1945) I:509, 513; II: 187, 209, 235, 539—544
121. Лукьянов В. В.
122. Лунин — отставной полковник, сотрудник Осоавиахима, з/к (Бутырки, 1946) I:475
123. Макеев Алексей Филиппович (1913-1979) — учитель[g],  з/к с 1941 (трижды осуждён, участник Кенгирского восстания) III: 269, 270, 272, 276, 277, 280, 282, 288, 289, 340
124. Маковоз Григорий Самойлович — секретарь райкома, з/к с 1942, ссыльный (Кок-Терек, 1951) III: 379, 381, 387—389
125. Малявко-Высоцкая Нина Константиновна
126. Маркелов Даниил Ильич — з/к, после реабилитации председатель месткома артели III: 404
127. Мартынюк Павло Романович
128. Матвеева С. П. — жена з/к (арестован муж и три брата) I:81
129. Межова Изабелла Адольфовна — дочь А. Ю. Добровольского, эссера, члена общества политкаторжан и ссыльнопоселенцев II:519
130. Мейке Виктор Александрович (ум. 1992) — ссыльный финн-ингерманландец, химик III:347
131. Мейке Ирина Емельяновна (р. 1921) — врач-онколог, жена В. А. Мейке
132. Милючихин Валентин Егорович — з/к, бригадир (Усть-Нера, Якутия) II:351
133. Митрович Георгий Степанович — серб, з/к и ссыльный (Колыма, Кок-Терек) I:102; II:310; III:335, 338, 386, 387
134. Нагель Ирина Анатольевна — з/к, машинистка адмчасти (совхоз Ухта) II:339
135. Недов Леонид Иванович (1924—2007) — солдат, скульптор, з/к (Тирасполь, ИТК-2)[43] II:392, рис. 30 между с. 546-547; III: фото No7 намс. 422, 441, 442
136. Некрасов Николай Алексеевич
137. Никитин Вячеслав
138. Никитин Иван Иванович
139. Никитина Ксения Ивановна — вдова баптистского пресвитера, з/к Никитина (умер в лагере) (см.) II: 516. 518
140. Никляс Анна
141. Оленёв Александр Яковлевич (1902-?) — колхозник из д. Опалиха Кстовский района, Нижегородского края. Арестован 23 июня 1935 г. 17 сентября 1935 г. приговорён Краевым судом по статье 58-10 к 6 годам заключения в лагерях НКВД[44] I:519; III: 412
142. Олицкая Екатерина Львовна (1899—1974) — эсерка, з/к и ссыльная (с 1924 неоднократно), автор книги «Мои воспоминания» I:31, 421, 427, 429, 433; II: 186, 246, 269
143. Олухов Пётр Алексеевич — директор магазина, з/к (Тирасполь, 1960-е) III:462
144. Орлова Елена Михайловна (1905-?) — з/к с 1938 (Бутырки, Карлаг) II:103; II:187
145. Орловский Эрнст Семёнович (1929—2003) — сын расстрелянной, публицист-правозащитник
146. Острецова Александра Ивановна в замужестве Белякова (1914-?) — з/к и ссыльная (Лубянка, Калужская застава, Бурят-Монголия; 1944-56), экономист II:182,404
147. Павлов Борис Александрович
148. Павлов Гелий Владимирович (1931—1992) — саратовский школьник, з/к (Заковск, колония № 2; 1943-49) II:372
149. Пашина Елена Анатольевна — из 2-й эмиграции (1943), многолетний сотрудник библиотеки Гуверовского института
150. Перегуд Нина Фёдоровна (1924 г. р.) — тамбовская школьница, з/к (1941—1946) II: 189, 374, 486, 521, 522
151. Петров Александр Александрович
152. Петропавловский Алексей Николаевич — сын расстрелянного, житель Риги (1960) III:403
153. Пикалов Пётр — репатриирован в СССР после войны, з/к III:43,44
154. Пинхасик М. Г. — беженец из немецкой части Польши в СССР, з/к I:84
155. Писарев И. Г. — з/к, корреспондент А. Солженицына II:510; III:466
156. Пичугин В. — з/к на золотых приисках, корреспондент А. Солженицына III: 459, 460, 467
157. Пластар Валентин Петрович
158. Полев Геннадий Фёдорович — бывший з/к, корреспондент А. Солженицына III:416
159. Политова Н. Н.
160. Польский Леонид Николаевич — журналист, з/к
161. Попков А.
162. Поспелов В. В. — бывший з/к, корреспондент А. Солженицына III:406
163. Постоева Наталья Ивановна (1905—1989) — ленинградский математик, з/к (в 1942 приговорена к расстрелу с заменой на 10 лет, отбывала срок в Инталаге) I:164, 410; II:182
164. Пося Пётр Никитич — корреспондент А. Солженицына
165. Потапов Михаил Яковлевич — учитель, сослуживец А. Солженицына по школе в Рязани, з/к (1940-е, 1960-е) II:241; III:490-493
166. Потапов Сергей — з/к (Владимир, 1948; этап Владивосток—Сахалин, 1950) I:124, 516
167. Пронман Измаил Маркович — з/к, доктор технических наук II:442; III:407
168. Прохоров-Пустовер — инженер, з/к (БАМлаг, 1930-е) II:187, 262, 280; III:401
169. Прыткова Тамара Александровна — з/к III:410
170. Птицын Пётр Николаевич (1908-?) — бухгалтер совхозав Старорусском районе, з/к с 1937 II:245
171. Пунич Иван Аристаулович — учитель, з/к I:81
172. Пупышев Иван Алексеевич — корреспондент А.Солженицына I:108
173. Радонский
174. Раппопорт Арнольд Львович (1908-?) — инженер, з/к и ссыльный (Архангельская тюрьма, Воркута, Экибастуз) I:259, 428, 429; II:309, 335, 446, 447; III: 105—107
175. Ретц Роланд Вильгельмович (Васильевич) — з/к (Колыма), в ссылке начальник жилконторы II: 101; III:337, 409
176. Реут С.
177. Рожаш Янош (1926—2012) — венгр, военнопленный, з/к (Экибастуз, 1944-53), вернулся на родину, лауреат Золотой медали Венгерской академии искусств 2003 за мемуары I:259; III:108-111
178. Романов Александр Дмитриевич (1905-?) — инженер-электрик, з/к 1938 I:273
179. Рочев Степан Игнатьевич
180. Рубайло Александр Трофимович — з/к, учитель-словесник II:504
181. Рудина Виктория Александровна
182. Рудинский (Петров) В.
183. Рудковский С. М. — бывший з/к III:402
184. Руднев
185. Рябинин Н. И. — з/к во время войны II:240
186. Самшель Нина— дочь лагерного охранника, корреспондент А. Солженицына II:453
187. Сачкова Екатерина Фёдоровна (1925-?)— из Краснодарского края, з/к (Норильлаг, сельхозколония; 1945-56) II:188,189
188. Сговио Томас Иосифович (1916—1997) — художник, сын иммигранта из США, з/к и ссыльный (Колыма, Красноярский край; 1938—1954), вернулся в США, автор мемуаров «Дорогая Америка!» II: 100, 170, 356, 440
189. Седова Светлана Борисовна — «дочь изменника родины» с шести лет II:373
190. Семёнов Николай Андреевич (1906—1996) — инженер-электротехник, один из разработчиков ДнепроГЭСа, доброволец на фронте в 1941, младший лейтенант, военнопленный с 1942-го, трижды бежал, освобождён, брал, как штрафник, Берлин, награждён орденом Красной звезды, з/к, друг А. И Солженицына по Бутырской тюрьме[2]:226, 533 и Марфинской шарашке, ему посвящено стихотворение «Воспоминание о Бутырской тюрьме»[35]:322, он же прототип героя «В круге первом», Андрея Андреевича Потапова, специалиста по сверхвысоким напряжениям. В заключении в тюремных конструкторских бюро (Загорск, с 1947 в Марфино), работал в измерительной лаборатории (с 1950), в «Туполевской шарашке» (с 1953). После освобождения в 1955 работал на строительстве Куйбышевской[35]:434, затем на Воткинской ГЭС. С 1966-го в Ленинграде работал в тресте «Электромонтаж»[45].
191. Семёнов Николай Яковлевич — житель Любима, з/к II:528, 529
192. Сергиенко Тамара Сергеевна — переводчик в лагере немецких военнопленных II:441
193. Синебрюхов Фёдор Александрович — з/к и ссыльный Череповец, Калужская застава в Москве; 1937-47) I:264; II:125,461
194. Сипягина Людмила Алексеевна
195. Скачинский Александр Сергеевич (Кузиков-Скачинский)— з/к, писатель, эмигрант, составитель «Словаря блатного жаргона в СССР» II:323
196. Скрипникова Анна Петровна (1896—1974)— преподаватель, з/к в 1920-59 неоднократно (Соловки, БелБалтлаг, Сиблаг, Дубравлаг, Владимирская тюрьма), автор книги «Соловки»— I:25, 47, 54, 101, 438, 452; II:53, 54, 78, 246, 259, 486, 533—539; III: 320, 417, 450, 451
197. Смелов Павел Георгиевич
198. Снегирёв Владимир Николаевич — з/к II:372
199. Соломин Илья Матвеевич (р. 1921[источник не указан 3900 дней]) — сержант из батареи А. Солженицына, з/к (Колыма, 1948—1954[источник не указан 3900 дней]), инженер, с 1987 в эмиграции
200. Сорокин Геннадий Александрович — студент Челябинского пединститута, з/к с 1946 II:240, 321; III:405
201. Статников Анатолий Матусович — вольный начальник санотдела лагеря, онколог, канд. медицинских наук II:173
202. Степовой Александр Филиппович — солдат внутренних войск, з/к II:288, 289
203. Столярова Наталья Ивановна (1912—1984) — дочь революционеров-эмигрантов, с 1934 в СССР, з/к (1937—1954), помощница А. Солженицына I:128; II:191,454; III:399,413
204. Стотик Александр Михайлович (1920—1987)— разведчик в войну, з/к и ссыльный до 1956 (Красная Пресня в Москве, Степлаг, Красноярский край), переводчик в издательстве III:108, 339, 340
205. Страхович Елена Викторовна (урождённая Гаген-Торн; 1905—1996) — жена К. И. Страховича I:149
206. Страхович Константин Иванович (1904—1968)— аэрогидродинамик, профессор Ленинградского политехнического института, з/к и ссыльный в 1941-55 (в 1942 приговорён к расстрелу с заменой на 15 лет) I:149, 267, 403, 405, 408—410; II:319, 389; III:369
207. Струтинская Елена — з/к I:111
208. Сузи Арно (1928—1993) — сын А. Ю. Сузи, студент, ссыльный (Хакасия, 1949-58), экономист, доцент Тартуского университета
209. Сузи Арнольд Юханович (1896—1968) — адвокат, министр просвещения в эстонском правительстве (1944), з/к и ссыльный (Лубянка, Сиблаг, Хакасия; 1944-60) I:187, 190, 196, 197, 199, 208, 211, 268, 446, 458; II:368, 397, 490
210. Сузи Хели (р. 1929) — дочь А. Ю. Сузи, студентка, ссыльная (Хакасия, 1949-58), окончила Тартуский университет, преподаватель немецкого языка в Музакадемии III:356
211. Сумберг Мария (1901-?)—ссыльная из Тарту (Здвинский район Новосибирской области, Сталинск; 1949—1958) III:352, 356, 357
212. Суровцева Надежда Витальевна (1896—1985) — переводчик, преподаватель Харьковского университета, з/к и ссыльная (1927—1956), автор мемуаров «Спогади» (фрагмент на рус. яз. в сб. «Доднесь тяготеет») I:57, 433, 437; II:48, 101, 181, 528; III:401, фото No5 на с. 421
213. Сусалов Рафаил Израилевич
214. Сухомлина Татьяна Ивановна (1903—1998)— вернулась из эмиграции, з/к, певица и переводчица, автор мемуаров «Долгое будущее»
215. Сучков Федот Федотович (1915—1991) — скульптор, поэт, з/к и ссыльный (1942—1955) II:18
216. Сущихин Сергей Фёдорович
217. Табатеров Илья Данилович — музыкант из Рязани, з/к (БелБалтлаг, Березники; 1930-е) I:100, 124; II:75, 84, 449
218. Тарашкевич Георгий Матвеевич — бывший з/к II:490
219. Тарновский В. П. — з/к (Колыма) III:414
220. Твардовский Константин Трифонович (1908—2002) — брат А. Т. Твардовского, селекционер, ссыльный III:317, 322
221. Терентьева Л. Я.
222. Тимофеев-Ресовский Николай Владимирович (1900—1981) — биолог, работал в Германии (1925—1945), з/к (Лубянка, Бутырки, лагпункт Карлага Самарка, спецобъект Сунгуль; 1945—1951) I:145-146, 192, 447, 529—532, 534, 535; II:492
223. Тихонов Павел Гаврилович (р. 1908, д. Александровка Варненской вол. Челябинского уезда Оренбургской губернии) в 1936 окончил физмат Казанского университета. Беспартийный. Научный сотрудник Челябинского педагогического института. Арестован 21 января 1942. Обвинение по ст. 58-10 ч. 2 УК РСФСР. Осужден 18 июня 1942 областным судом на 10 лет ИТЛ и 5 лет лишения политических прав. С 9 июля 1942 в Норильлаге. Арестован вновь 8 апреля 1943 в лагере № 7 «Медвежий ручей». Приговорен 9 июня 1943 Таймырским окружным судом к расстрелу. Приговор изменён 10 августа 1943 СК по УД ВС РСФСР на 10 лет ИТЛ и 5 лет лишения политических прав с поглощением неотбытого наказания по прежнему приговору. Срок отбывал в Карагандинской области (Карлаг, Экибастуз). В ссылке с 1953 работал учителем физики на руднике Джезказгана и станции Нуринск Карагандинской области. Реабилитирован 14 мая 1958 ВС РСФСР (П-10135)[46][47]. Автор письма Солженицыну, на которое он ссылается в главе «Зэки на воле»[6]:403.
224. Токмаков Мстислав Владимирович (14.04.1887—18.08.1983[48])  — ротмистр гусарского полка, с 1920 в эмиграции
225. Трофимов Владимир — з/к, активный участник подпольного сопротивления (Экибастуз, 1952) III: 236
226. Тусэ Х. С. — з/к сталинских лет, житель (или жительница) города Шумерля Чувашской АССР. Автор письма в редакцию «Нового мира» с критикой повести «Один день Ивана Денисовича» — «можно ли ограничиться тем, что показано в повести». Фраза «Особенно нужно бы развенчать методы следствия (ванны с кислотами<…>)»[49]:164-165 отразилась в первых строках главы «Следствие» «Архипелага ГУЛАГ»[2]:98.
227. Тхоржевский Сергей Сергеевич (1927—2011[50]) — школьник, з/к и ссыльный (ленинградские тюрьмы, Воркута; 1944—1952), писатель, автор мемуаров «Открыть окно».
228. Тэнно Георгий Павлович (1911—1967) — морской офицер, переводчик, спортсмен, з/к (Лефортово, Лубянка, Бутырки, Степлаг; 1948-56) I:259; II:525; III:70, 97, 113, 114
229. Улановская Надежда Марковна (1903—1986) — жена А. П. Улановкого, преподаватель английского языка, з/к (Лубянка, Лефортово, Воркута, Мордовия; 1948—1955), автор мемуаров «История одной семьи»
230. Улановский Александр Петрович (Алексей Петрович, Израиль Хайкелевич; 1891—1971) — анархист, советский разведчик, з/к (1949-56) III:90, 91, 305
231. Улащик Ольга Николаевна
232. Фадеев Ю. И.
233. Фаликс Татьяна Моисеевна (урождённая Соколик; 1902-?) — педагог, ссыльная и з/к с 1925 неоднократно II:508
234. Филиппова Галина Петровна — член наблюдательной комиссии Одесской тюрьмы (1963) III:465
235. Формаков Арсений Иванович (1900—1983)— после революции в Латвии, учитель, поэт, прозаик, з/к и ссыльный (Краслаг, Тайшет, Омск; 1940—1947, 1949—1953). Солженицын пишет: «Арсений Формаков, человек почтенный и темперамента уравновешенного, рассказывает, что лагерь их был увлечён работой для фронта, он хотел это описать»[12]:106.
236. Фурфанский Т. Е.
237. Хлебунов Николай Николаевич (1908—?) — з/к (УстьВымлаг, Экибастуз) III:234, 327
238. Хлодовский Всеволод Владимирович (1.08.1917, Киев[51] —10.09.2002, Зальцбург) — из первой эмиграции, в 1934 кадет 14-го выпуска 1-го Русского кадетского корпуса в г. Белая Церковь, Югославия, летом 1946 арестован СМЕРШ по обвинению в членстве в НТСНП, срок в Степлаге, во время оттепели с женой и дочкой уехал в Австрию, автор не опубликованных мемуаров[6]:616.
239. Храбровицкий Александр Вениаминович (1912—1989) — краевед, литературовед
240. Цивилько Адольф Мечеславович (1906-?) — рабочий-слесарь, кочегар на пароходе, з/к и ссыльный неоднократно (Ленинград, Казахстан, 1937—1950-е) I:143; III:337, 338, 343
241. Чавдаров Дмитрий Григорьевич[h] (1894—?) — з/к (Красноярск, Норильлаг) I:272, 410; II:350
242. Чавчавадзе Ольга Ивановна — жена з/к (Тбилиси, 1938) I:177; II:530
243. Чеботарёв Сергей Андреевич (1897—?) — служащий КВЖД, з/к (1933—1950-е с перерывами; после побега под фамилией Чупин) I: 111, 115, 116, 427, 428; II: 172, 326—330
244. Четверухин Серафим Ильич (1911—1983) — инженер-картограф, з/к и ссыльный (1936-57) I:23
245. Чульпенёв Павел Васильевич (1921— после 1985[53]) — лейтенант, з/к с 1941 (Монголия) I:112, 115, 116, 270; II:206, 447, 505, 525; III:405, 411, 416
246. Шавирин Ф. В. — рабочий, з/к (Колыма) II:241; III:411
247. Шаламов Варлам Тихонович (1907—1982) — писатель, з/к и ссыльный (1929-32, 1937-56) I: 102; II:6, 101, 124, 160, 162, 165, 171, 174, 409, 502, 503, 506, 509; III: 99, 218, 498
248. Шаталов Василий Архипович (р. 1916) — крестьянин-спецпереселенец
249. Швед Иван Васильевич (1904-?) — почтовый работник, з/к с 1942 (Мариинский лагерь, Норильск) II:336; III:402
250. Шелгунов Александр Васильевич
251. Шефнер Виктор Викентьевич
252. Шиповальников Виктор Георгиевич, мальчик Витя, о. Виктор (1915—2007[54]) — сержант Красной армии, священник (Одесса, Кишинёв; 1943—1945), з/к (Печора,1945—1947), протоиерей Троицкой церкви (ст. Удельная в Подмосковье). В «Архипелаге ГУЛАГ» упомянут в пяти эпизодах. В главе «Голубые канты» сказано о том, что молодой лейтенант-гебист за месяц до ареста уговаривал отца Виктора уехать, ему же досталось конвоировать[2]:161. В главе «Следствие» речь идёт об истязаниях, которым подверг о. Виктора кишинёвский следователь Данилов (избивал кочергой по затылку, таскал за косу)[2]:126. В главе «Вечное движение» как этап из Молдавии в январе 1945 привезли на Печору и погнали снежной целиной за 6 километров к лагерю. Овчарки, подгоняя, толкали зеков последнего ряда лапами в спину. Отец Виктор помогал идти пожилому о. Фёдору Флоре, арестованному с ним же[2]:513. В главе «Шизо, Буры, Зуры» — о том, как о. Виктор был отправлен в карцер за службу всенощной в лагере для пяти санитарок[12]:338. В главе «Мужичья чума» по воспоминаниям юного мальчика Вити описана ссылка раскулаченных в Архангельск (многоэтажные нары в церквях, о неожиданных и ненужных вещах, которые везли с собой ссыльные — упряжная дуга, граммофон с трубой и т. п.)[6]:323. Отец Виктор включен Солженицыным и в список его тайных помощников, так называемых «невидимок».
253. Щербаков Валерий Ф.
254. Эфроимсон Владимир Павлович (1908—1989)— генетик, участник войны, з/к (1932—1935, 1949—1955) — у Солженицына приведён эпизод, как в 1955 Эфроимсон принёс заместителю генерального прокурора Салину том уголовных обвинений против Лысенко. Салин рекомендовал обращаться в ЦК КПСС[6]:416.
255. Юдина Мария Вениаминовна (1899—1970) — пианист, педагог.
256. Юнг Павел Густавович
257. Якубович Михаил Петрович (1891—1980) — зам. начальника сектора снабжения Наркомторга СССР, подсудимый на процессе «Союзного бюро меньшевиков», з/к и ссыльный (Верхне-уральский изолятор, Унжлаг, Караганда; 1930—1953) I:60, 344, 368—374, 383; III:402

Кроме этого круга, круга свидетелей ГУЛАГА, редакторов рукописи, поставщиков выписок из редких книг, сотрудников архивов, в том числе зарубежных, был ещё один тайный круг помощников Солженицына, состоявших из тех, кто помогал ему перепечатывать, прятать, хранить, передавать на Запад его рукописи. Этим людям Солженицын посвятил 5-е добавление к воспоминаниям «Бодался телёнок с дубом» «Невидимки». Приведённый выше список свидетелей частично, хотя и незначительно, пересекается со списком тайных помощников Солженицына. Только 18 человек входят и в тот, и в другой списки.

## Комментарии
1. ↑  Возможно, речь идёт о Бурнацеве Михаиле Константиновиче, 1916 г. р., уроженце села Нар Садонского района Северо-Осетинской АССР, пропавшем без вести в феврале 1942 года[16]
2. ↑  Вероятно, Ватрацков Леонид Власович (г. р. 1925), уроженец  д. Кожевенное Порецкого р-на Чувашской АССР, в 1951 заключённый в Сахалинской области, 31 августа 1951 г. осужден на 10 лет ИТЛ и 5 поражения в правах  по 58-10 ч.1 УК РСФСР. Реаблитирован 17.06.1993[17]
3. ↑  В "Именном указателе" ошибочно сказано "заключенный"[21]. Но цитата из письма, приведенная А. И. Соженицыным: «Пока аресты касались людей, мне не знакомых или малоизвестных, у меня и моих знакомых не возникало сомнения в обоснованности (!) этих арестов. Но когда были арестованы близкие мне люди и я сама, и встретилась в заключении с десятками преданнейших коммунистов, то...»[22] Указывает на то, что это женщина, и позволяет с большой вероятностью идентифицировать её, как Гер Рахиль Мееровну (1900 г.р.), арестованную в 1937 году[23]
4. ↑  Будучи незаконнорождённым, носил отчество, данное по крёстному отцу — Михайлович, так официально и не сменив его на отчество по отцу, Николаю Александровичу Мусатову, однако, как сообщают родственники, сочетание "Сергей Николаевич" также было в обиходе[33]
5. ↑  Вероятно, опечатка, так как по устным сообщениям узниц 3 лаготделения Степлага известно, что Ковач этапирована в Степлаг не позднее августа 1954 года
6. ↑  Роза Ковач, уроженка Филадельфии, малышкой привезённая сюда отцом-коммунистом, после приёмника НКВД попала в войну в американскую зону Германии — каких только судеб не накручивается! — и что ж? Вернулась на советскую родину получить и свои 25 лет[39].
7. ↑  В "Архипелаге ГУЛАГ" и комментариях к нему ошибочно назван "майором". В действительности у А. Ф. Макеева не было воинского звания, он был арестован в сентябре 1941-го и всю войну был в лагере[42].
8. ↑  В "Именном указателе" приведена только фамилия и инициалы, идентифицирован по месту заключения[52]